# Lycophotia arnicae
Lycophotia arnicae là một loài bướm đêm trong họ Noctuidae.